# Friedrich Zickwolff
Friedrich Zickwolff (1 de agosto de 1893 - 17 de septiembre de 1944) fue un general alemán durante la II Guerra Mundial. Fue condecorado con la Cruz de Caballero de la Cruz de Hierro de la Alemania Nazi.

## Biografía
Zickwolff murió el 17 de septiembre de 1944 de una enfermedad contagiosa contraída mientras servía en el frente oriental. Fue enterrado en el cementerio militar en Ludwigsburg el 21 de septiembre de 1944. En octubre de 2021, en el contexto de las conmemoraciones oficiales que marcaban el 80.º aniversario de la masacre de Babi Yar, el nombre de Zickwolff apareció entre los 161 perpetradores de ese crimen, dado a conocer por el Centro Memorial del Holocausto de Babi Yar. Tropas bajo el mando de Zickwolff participaron en la masacre.

## Condecoraciones
- Cruz de Caballero de la Cruz de Hierro el 2 de junio de 1942 como Generalleutnant y comandante de la 113. Infanterie-Division[3]